# Deilbachsteig
Der Deilbachsteig ist ein Rundwanderweg im Essener Südosten, der auch die Städte Hattingen und Velbert auf einer Länge von rund 33 Kilometern einschließt. Zudem verläuft er durch das Deilbachtal in den Essener Stadtteilen Kupferdreh und Byfang mit dem namensgebenden Deilbach, einem linksseitigen Nebenfluss der Ruhr.

## Charakter
Der Steig wurde am 6. Juni 2023 als vierter Wandersteig der Stadt Essen nach dem Baldeneysteig, dem Kettwiger Panoramasteig und dem Zollvereinsteig eröffnet und führt durch historische Industrielandschaft, hügelige Waldbereiche, landwirtschaftliche Gebiete und Siedlungen. Dabei berührt er die Kulturlandschaft Deilbachtal, in der die frühe Industriegeschichte gezeigt wird. Der Deilbachsteig verläuft über insgesamt  1060 Höhenmeter und kann in Kupferdreh mit dem Baldeneysteig kombiniert werden. Der Schwierigkeitsgrad wird als mittel bis hoch eingestuft. So kann er auch in mehreren Etappen erwandert werden.
Die Wanderkarte wurde von der Essener Marketing-Gesellschaft (EMG) erstellt. Die Planung und Umsetzung erfolgte durch den Verein Freunde und Förderer des Deilbachtals, dem Sauerländischen Gebirgsverein und der Grünen Hauptstadt-Agentur.

## Verlauf
Am S-Bahn-Haltepunkt Essen-Kupferdreh beginnend führt der Steig durch das Kupferdreher Zentrum. Linker Hand der Kupferdreher Straße befindet sich das denkmalgeschützte Gebäude der Karl-Funke-Stiftung aus dem Jahr 1903, gefolgt vom ehemaligen Kupferdreher Rathaus aus dem Jahr 1880, das heute ebenfalls unter Denkmalschutz steht. An der Nierenhofer Straße liegt als nächster Punkt der Kupferhammer, dessen Geschichte ins 16. Jahrhundert zurückreicht. Nahe dem Abzweig der Straße Delle liegt der  denkmalgeschützte Deilmannhof und die Deiler Mühle, einer Wassermühle mit erster Erwähnung 1522. Nach einem Anstieg wird der aus Ruhrsandstein gemauerte Wetterkamin von Schacht Wilhelm der Zeche Victoria erreicht.

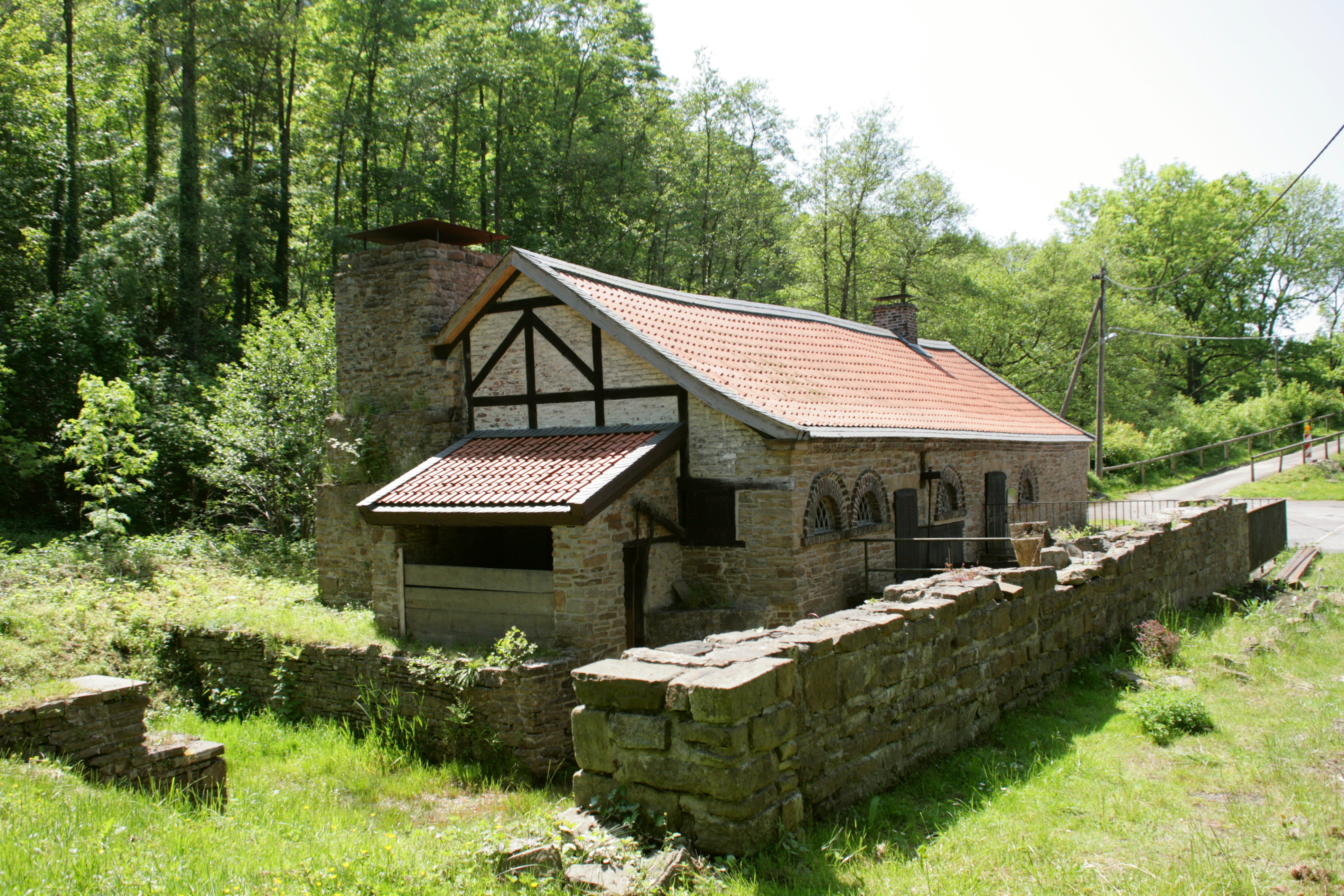
Deilbachhammer

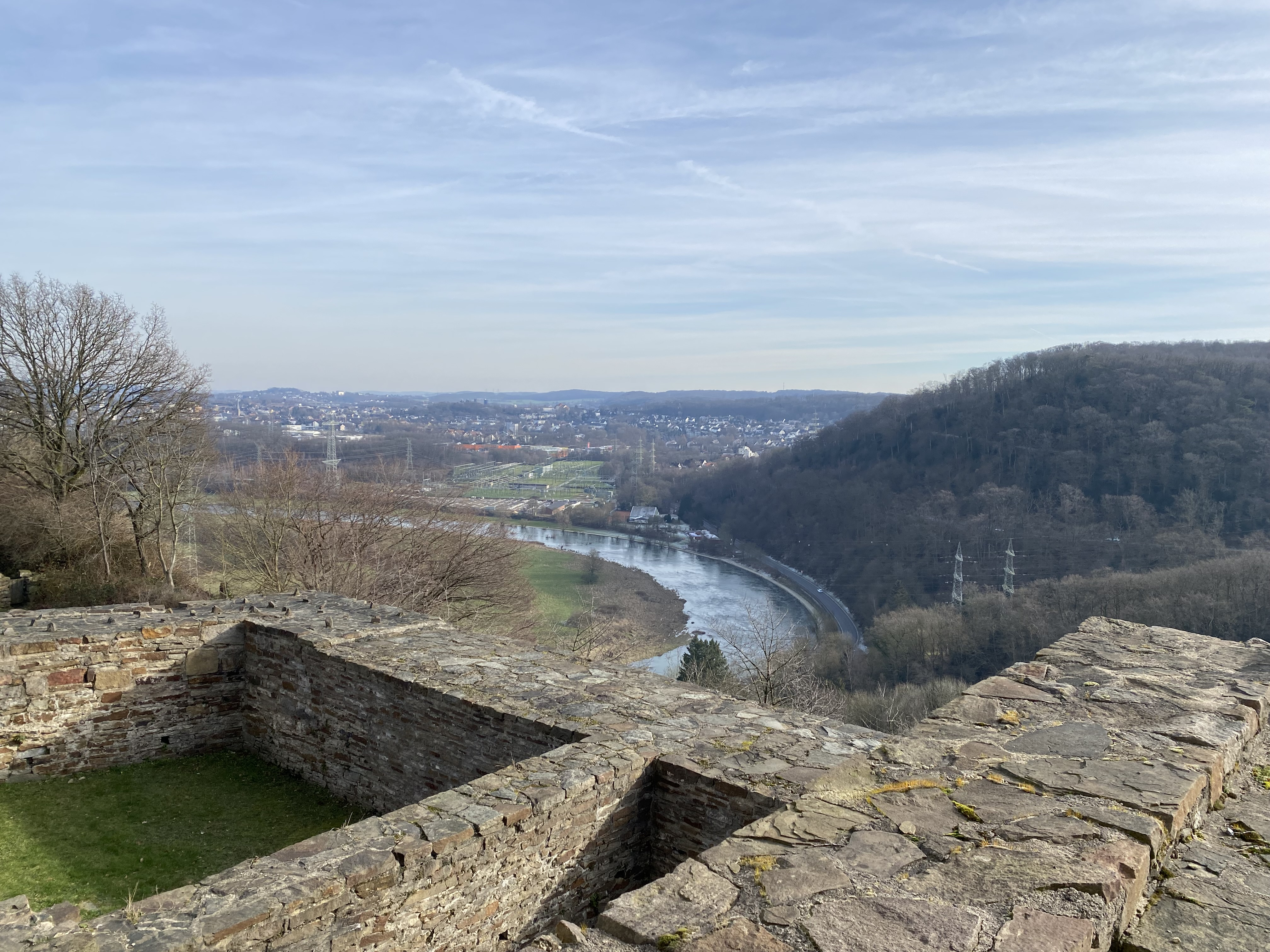
Ruhrblick von der Ruine Isenburg

Nach Überschreitung der Stadtgrenze zu Hattingen-Niederbonsfeld ist die 1900 errichtete Kirche St. Engelbert am Kressenberg sehenswert. Nun führt der Steig zwischen dem Höhenrücken des Isenbergs und der Winzermark ins Balkauser Tal und wieder hoch zur Ruine Isenburg auf dem Isenberg. Seine Höhe von etwa 160 m ü. NHN bietet einen Blick ins Ruhrtal.
Wieder im Tal wird die Stadtgrenze zwischen Hattingen und Velbert-Nierenhof überquert. Dort kommt man an einem Kriegerdenkmal zur Erinnerung an die Opfer des Ersten und Zweiten Weltkriegs vorbei. Nach einem längeren Anstieg im Gebiet der Elfringhauser Schweiz erreicht man den Sender Langenberg des Westdeutschen Rundfunks (WDR). Er befindet sich auf dem Hordtberg, der mit einer Höhe von 244,4 m ü. NHN den höchsten Punkt des Deilbachsteigs bildet. Etwas weiter südlich liegt der Bismarckturm von Langenberg aus dem Jahr 1906 am Wegesrand. Dieser führt nun hinab in den Historischen Stadtkern von Velbert-Langenberg, durch den ebenfalls der Deilbach fließt. Hier befinden sich Fachwerkhäuser aus dem 16. bis 18. Jahrhundert um die Alte Kirche, deren Geschichte ins 15. Jahrhundert zurückreicht. Auch das denkmalgeschützte  Bürgerhaus Langenberg aus dem Jahr 1913 ist hier zu sehen. Nun steigt der Weg zunächst in westlicher Richtung über Frohnberg, dann in nördlicher Richtung über die Wilhelmshöhe auf über 200 Höhenmeter an, bevor er noch einmal durch Velbert-Nierenhof führt.
Von Nierenhof aus wird nun die Stadtgrenze zwischen Velbert und Essen passiert. In Nierenhof gibt es eine Verbindung zur vierten Etappe des Neanderlandsteigs im Kreis Mettmann. Nun folgt der Deilbachsteig grob dem Verlauf des Deilbachs und erreicht die erhaltene und denkmalgeschützte Voßnacker Ringofenziegelei aus dem Jahr 1899. Sie ist ebenso Teil der Museumslandschaft Deilbachtal, wie der anfangs besuchte Kupferhammer, der Deilmannhof und die Deiler Mühle. Weiter in dieser Museumslandschaft führt der Weg vorbei an der Hundebrücke, einst für den Bergbau dienlich, heute Fuß- und Radweg, sowie zum Deilbachhammer, einem Eisenhammer, dessen Ensemble aus dem unmittelbar am Deilbach gelegenen Hammergebäude, dem ehemaligen
Meisterhaus und einem Arbeiterhaus besteht. Nach einem Abstecher ins Naturschutzgebiet Asbachtal führt der Weg zurück nach Kupferdreh in den Ortsteil Dilldorf mit der 1879 errichteten Kirche St. Mariä Geburt. Über die Siedlung Dilldorfer Höhe erreicht man den Anschluss an den Baldeneysteig am Baldeneysee. Hier ist die Eisenbahnbrücke der Ruhrtalbahn aus dem Jahr 1872 sehenswert. Heute dient sie dem Fuß- und Radverkehr. Schließlich wird der Alte Bahnhof Kupferdreh aus dem Jahr 1898 erreicht, der heute eine Gaststätte beherbergt. Sein Gleis dient heute der historischen Hespertalbahn.